# Франческо Заганели
Франческо Заганели (на италиански: Francesco Zaganelli), известен още като Франческо да Котиньола (на италиански: Francesco da Cotignola) или Франческо ди Бозио Заганели  (на италиански: Francesco di Bosio Zaganelli) е италиански художник от епохата на Ренесанса. Работи главно в Парма, Фаенца и Равена.

## Биография
Заганели е роден през 1475 г. в Котиньола. Син на Бозио, някои източници го споменават като Франческо ди Бозио Заганели. В родния си град Котиньола той споделя работилница с брат си Бернардино Заганели), който също е художник. Първата им известна съвместна творба е Мадоната с младенеца на трон със светиите Йоан Кръстител и Флориан и три ангела (1499 г.), а последната – Светото семейство (1509). След раздялата с брат си, който напуска работилницата през 1509 г., Франческо, който дотогава работи предимно с темпера, поема в нова посока, като започва се интересува от дърворезби.
Заганели е ученик на Николо Рондинели и Марко Палмецано. Той изучава предимно ферарска живопис.
Вазари пише, че Николо Рондинели е погребан в Сан Франческо в Равена, след което продължава със следните думи: „след него дойде Франческо да Котиньола, който също беше на голяма почит в този град и нарисува много картини“.
Документирано, че от 1513 г. Франческо да Котиньола живее в Равена. От този период датират творбите му Кръщението (1514 г.), рисувано за църквата Сан Доменико във Фаенца и Непорочното зачатие (работа подписана и датирана от 1513 г.).
Той умира в Равена през 1532 г., оставяйки незавършен живописен цикъл в базиликата Сант Аполинаре ин Класе. Погребан е в същата базилика по негово желание.
Негови творби се съхраняват в обществени и частни колекции в Италия и в чужбина.

## Творчество
- Мадона с младенеца на трон със светиите Йоан Кръстител и Флориан и три ангела (подписана и датирана 1499 г., Художествена галерия Брера, Милано);
- Светото семейство (1509) Галерия Карара, Бергамо;
- Кръщение (подписано и датирано 1514 г., Национална галерия, Лондон);
- Разпятие със Свети Антоний Абат и Франциск, Музей на изкуствата в град Равена;[3]
- Madonna con Bambino in gloria adorata dai Santi Francesco d'Assisi e Girolamo (подписана и датирана 1512 г.), Галерия с антични картини в Чезена;[4]
- Мадона с младенеца между свети Йоан Кръстител и Сан Себастиан, Музей Конде, Шантили (Франция);
- Непорочно зачатие (подписано и датирано 1513 г.);
- Рождество Христово (след 1520 г.);
- Вероника, Музей на град Римини;
- Света Екатерина Александрийска, Райксмузеум, Амстердам (Холандия);
- Христос между Свети Екатерина, Франциск и Елизабет Унгарска, частна колекция;
- Санта Катерина и Сан Себастиано, Музей на изкуствата в град Равена;
- Мъртият Христос между два ангела, Светилище на Мадона дел Фрасино от Орника.[5]
- Възкресяването на Лазар (ок. 1532 г.), библиотека Класенсе, Равена;
- Мистична сватба на Света Екатерина Александрийска (около 1530 г.), Архиепископска семинария, Равена.

## Галерия
- Santa Caterina d'Alessandria.
- Cristo tra i santi Caterina, Francesco ed Elisabetta d'Ungheria.
- Madonna con Bambino e santi.
- Matrimonio mistico di Santa Caterina.
- Adorazione del Bambino con san Francesco, 1520-30 ca.
- Testa d'angelo, 1520-30 ca.
- Cristo morto tra due angeli.
- Adorazione dei pastori coi santi Bonaventura e Girolamo, 1520-30 ca.
- Crocifissione.
- Santa Caterina e San Sebastiano.
- Madonna col Bambino.
- Cristo portacroce, 1514.
- Madonna col Bambino tra i santi Giovanni Battista e Sebastiano, 1505 ca.
- Santa Caterina d'Alessandria.
- Veronica, fine XV-inizio XVI secolo.
- "Resurrezione di Lazzaro" (1532-1538?)